# 2051 Chang
2051 Chang је астероид главног астероидног појаса са средњом удаљеношћу од Сунца која износи 2,841 астрономских јединица (АЈ).
Апсолутна магнитуда астероида је 11,9.